# Габель Біргітта Софія
Біргітта Софія Габель (1746—1769) — данська аристократка, коханка короля Кристіана VII.
Народилася у родині відставного майора Вернера Розенкранца та його дружини Ельзи Маргрети Сегестед. У 1757 році її батько отримав титул барона. Нічого невідомо про життя Біргітти Софії, доки її 16-річною не видають у шлюб з на 22 роки старшим удівцем-дворянином Кристіаном Карлом Габелем. Наречений на момент шлюбу служив гофмейстером княгині Софії Кароліни Остфрізійської. Весілля зіграли восени 1762 року.
Через два роки чоловік став гофмейстером молодшої сестри короля — принцеси Луїзи, того ж року Біргітта Софія була нагороджена орденом Повної згоди.
Король Кристіан VII вважав Габель привабливою і намагався спокусити її. У 1767 році оточення Клода Луї, графа де Сен-Жермена, бажало зробити її офіційною коханкою монарха, щоб відвернути його від політики та захопити фактичну владу над урядом. План провалився, оскільки Габель не хотіла ставати коханкою короля, вважаючи його огидним, і була закохана в принца Карла Гессен-Кассельського. Того ж року офіційною коханкою короля стала Стовлет-Катрін, але наступного року була вигнана.
Йоганн Фрідріх Струензе намагався знову зробити Габель офіційною коханкою короля в 1769 році, стверджуючи, що було б корисно для здоров’я психічно хворого короля мати коханкою розумну жінку. Струензе також планував стати коханцем Габель і через неї політично контролювати короля. Габель спробувала відповісти на прихильність короля, але, помітивши, що здоров’я та поведінка короля не покращилися і, швидше за все, не покращаться, якщо вона стане його коханкою, відмовилася від цієї ідеї. Під час свого короткого періоду прихильності до короля вона, як повідомляється, намагалася вплинути на нього, щоб він позбувся його фаворита Конрада Голка, якого вона зневажала.
Померла Біргітта Софія Габель під час пологів після того, як народила мертву дочку в середині серпня 1769 року.